# Hyeri (chanteuse)
 (février 2018).
Lee Hyeri (Coréen: 이혜리), née le 9 juin 1994, mieux connue sous le nom de Hyeri (Coréen: 혜리), est une chanteuse, actrice et personnalité de la télévision sud-coréenne.

## Biographie
Lee Hyeri est née à Gwangju (Gyeonggi), Corée du Sud. Elle a une sœur, Hyerim.
Elle est diplômée de la Seoul Performing Arts High School. Elle est actuellement élève[Quand ?] à l'université de Konkuk, avec une spécialisation en film.

## Carrière
Au collège, elle est recrutée par Dream Tea Entertainment et rejoint par la suite le girl band Girl's Day. Étant la plus jeune membre du groupe, elle est nommée "Petite soeur de la Nation" par les médias sud-coréens en raison de son immense popularité après être apparue comme participante dans l'émission de télévision Real Men (2014).,,
En 2015, elle gagne en popularité grâce à sa performance primée en tant que premier rôle féminin dans le drama Reply 1988, étant le drama coréen le mieux noté de l'histoire de la télévision par câble.
Après un succès consécutif dans la variété et sur le petit écran, Hyeri s'est classée troisième dans la liste Forbes Korea Power Celebrity en 2016 et est devenue l'un des modéles commerciaux les mieux payés de Corée du Sud,,,.

## Filmographie

### Cinéma
- 2018 : Monstrum : Myung[9]
- 2019 : My Punch-Drunk Boxer : Minji[10]

### Télévision
- 2015 : Reply 1988 : Sung Deok-sun
- 2017–2018 : Two Cops : Song Ji-an
- 2020 : Record of Youth : Lee Hae-ji
- 2021: My Roommate is a Gumiho: Lee Dam
- 2022 : May I Help You : Baek Dong-joo
- 2024 : Victory : Choo Pil-seo
- 2025 : Friendly Rivalry : Yoo Jae-i